# Lübecker Marzipan
Lübecker Marzipan (tysk: Marcipan fra Lübeck) er en af EU beskyttet oprindelsesbetegnelse for marcipan fra den nordtyske by Lübeck og nabokommunerne Bad Schwartau og Stockelsdorf.
Lübeck-marcipanproducenterne har frivilligt forpligtet sig til at overholde visse kvalitetsprincipper (mindst 70 procent rå marcipan og maksimalt 30 procent sukker).

## Marcipan i Lübeck
Martzapaen, som det kaldtes dengang, blev første gang nævnt i Lübeck-laugsrullerne i 1530. Lübecks ry som marcipanby og dermed fremtrædende indenfor marcipanproduktion, blev etableret efter 1800. 
Den 25. maj 1786 grundlagde den i Heidelberg fødte konditormester Johann Gerhard Maret (1753–1804) sin Café Maret på markedspladsen i Lübeck (i dag Markt 17). Efterfølgende overlod han driften til sin hustru og deres lille søn Peter August. Hans svend Johann Georg Niederegger, der var født i Ulm, fortsatte med at drive konditoriet for egen regning fra 1806 til 1822. I 1822 overtog den nu modne Peter August Maret Café Maret, og Niederegger grundlagde sit eget konditori. I de følgende årtier blev omkring et dusin marcipanfabrikker grundlagt i Lübeck, der lagde grundlaget for nutidens globale udbredelse af den søde spise. Marcipanen fra Lübeck fik i 1996 beskyttet oprindelsesbetegnelse.

## Rekorder med marcipan fra Lübeck
Følgende produkter er opført i Guinness Rekordbog:
- Marcipangrisen Erwin er den største nogensinde produceret (2001): Bagermester og konditor Burkhard Leu producerede den af 1005 kg råvare på 200 timer.
- Verdens eneste marcipankjole bestående af 25.000 marcipanpralinéer (2002)[3]
- Nadvermaleriet lavet af marcipanpasta baseret på Leonardo da Vincis originale billede (år 2003): Fremstillet af fem tons rå marcipan, med et relieflignende billedareal på omkring 20 kvadratmeter. [3] Tilsvarende fotos og tekster er placeret på væggene i caféen.